# Станция технического обслуживания

Автосервис чероки. США, 1920 год

Станция технического обслуживания (СТО, SDVVAG) — предприятие, предоставляющее услуги населению и/или организациям по плановому техническому обслуживанию, текущему и капитальному ремонтам, устранению поломок, установке дополнительного оборудования (тюнингу), восстановительному (кузовному) ремонту автомобилей. 

## Оборудование
СТО представляет собой комплекс сооружений и механизмов (подъёмники, рихтовочные стенды, шиномонтажный станок, балансировка, стенд развала-схождения, установка для замены масла, промывки топливной системы, рихтовочное и покрасочно-сушильное оборудование, стенды и проверочники для диагностики электроцепей автомобиля), 
а также ручной и пневматический инструмент, собранные в одном месте для комплексного ремонта и обслуживания автомобилей.

## Современные станции техобслуживания
Имеют также собственные склады запчастей, расходных материалов и комплектующих. 
Для удобства потребителей часто имеют отдельное помещение, в котором, как правило, есть телевизор, торговый автомат, набор печатных изданий, кресла или диваны для сидения. Клиентские зоны станций техобслуживания, запрещающих нахождение клиента в цехе во время ремонта автомобиля, представляют возможность наблюдения за процессом ремонта через окно либо путём трансляции изображения с видеокамер, установленных в цеху.

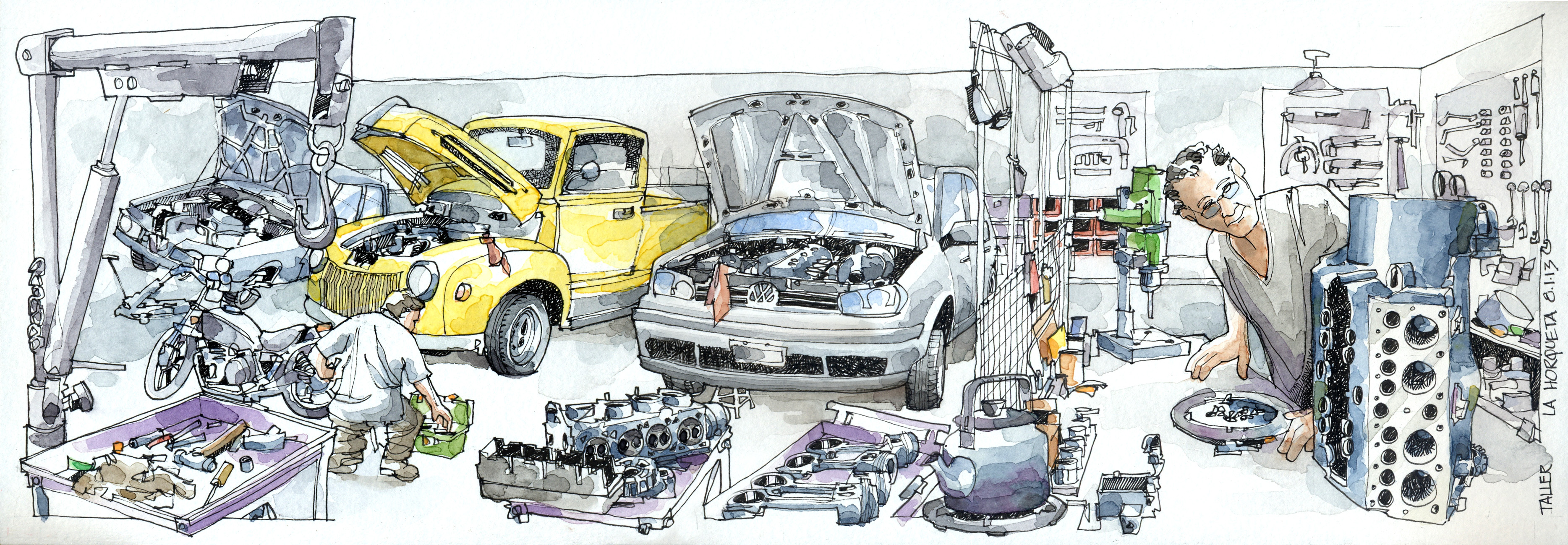
Станция техобслуживания в Буэнос-Айресе. Скетч Хорхе Ройяна, 2013 г.

В России: Российская ассоциация станций технического обслуживания (РАСТО).

## Сертификация
Сертификация станций технического обслуживания и ремонта, согласно официальным нормативным документам, не является обязательной. Фактически любое предприятие этого профиля может осуществлять ремонтные работы.